# Mandres-en-Barrois
Mandres-en-Barrois település Franciaországban, Meuse megyében. Lakosainak száma 112 fő (2022. január 1.). Mandres-en-Barrois Cirfontaines-en-Ornois, Bonnet, Bure, Gondrecourt-le-Château és Ribeaucourt községekkel határos.

## Népesség
A település népességének változása:
| Lakosok száma | 191  | 173  | 141  | 133  | 129  | 124  | 118  | 117  | 117  | 112  |
|               | 1968 | 1982 | 1990 | 2006 | 2013 | 2015 | 2017 | 2019 | 2020 | 2022 |